# Vrata (Fužine)
Pour l’article homonyme, voir Vrata.
Vrata est une localité de Croatie située dans la municipalité de Fužine, comitat de Primorje-Gorski Kotar. En 2001, la localité comptait xx habitants.

## Démographie
| 1948 | 1953 | 1961 | 1971 | 1981 | 1991 | 2001 |
| ---- | ---- | ---- | ---- | ---- | ---- | ---- |
| 402  | 426  | 472  | 369  | 383  | 308  | 309  |